# Джоан Гіґґінботем
Джоан Елізабет Міллер Гіґґінботем (англ.  Elizabeth Joan Miller Higginbotham; рід. 1964) — астронавтка НАСА, інженерка. Здійснила один космічний політ на шатлі: STS-116 (2006, «Діскавері»).

## Біографія

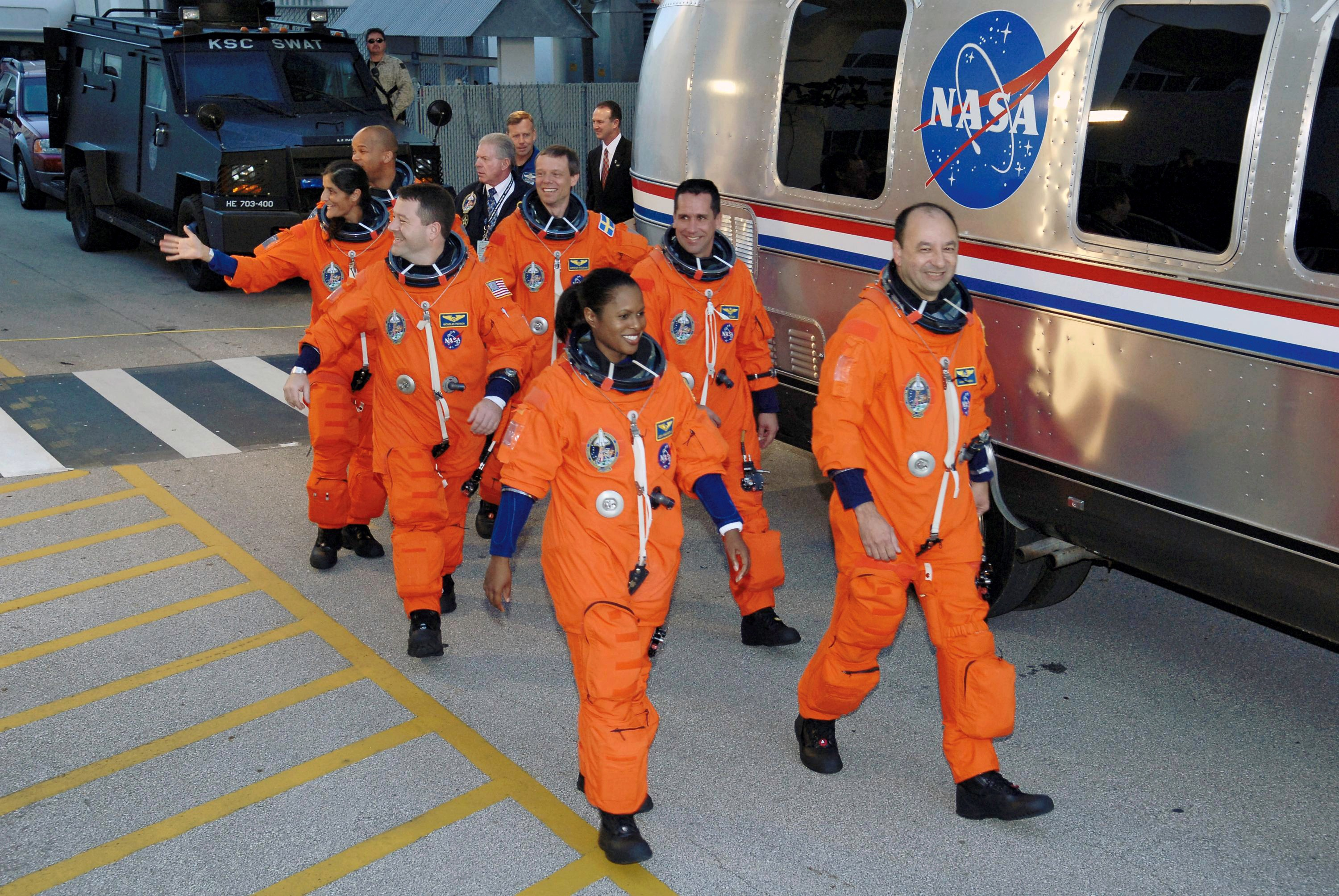
STS-116: перед стартом. Хіггінботем на першому плані.

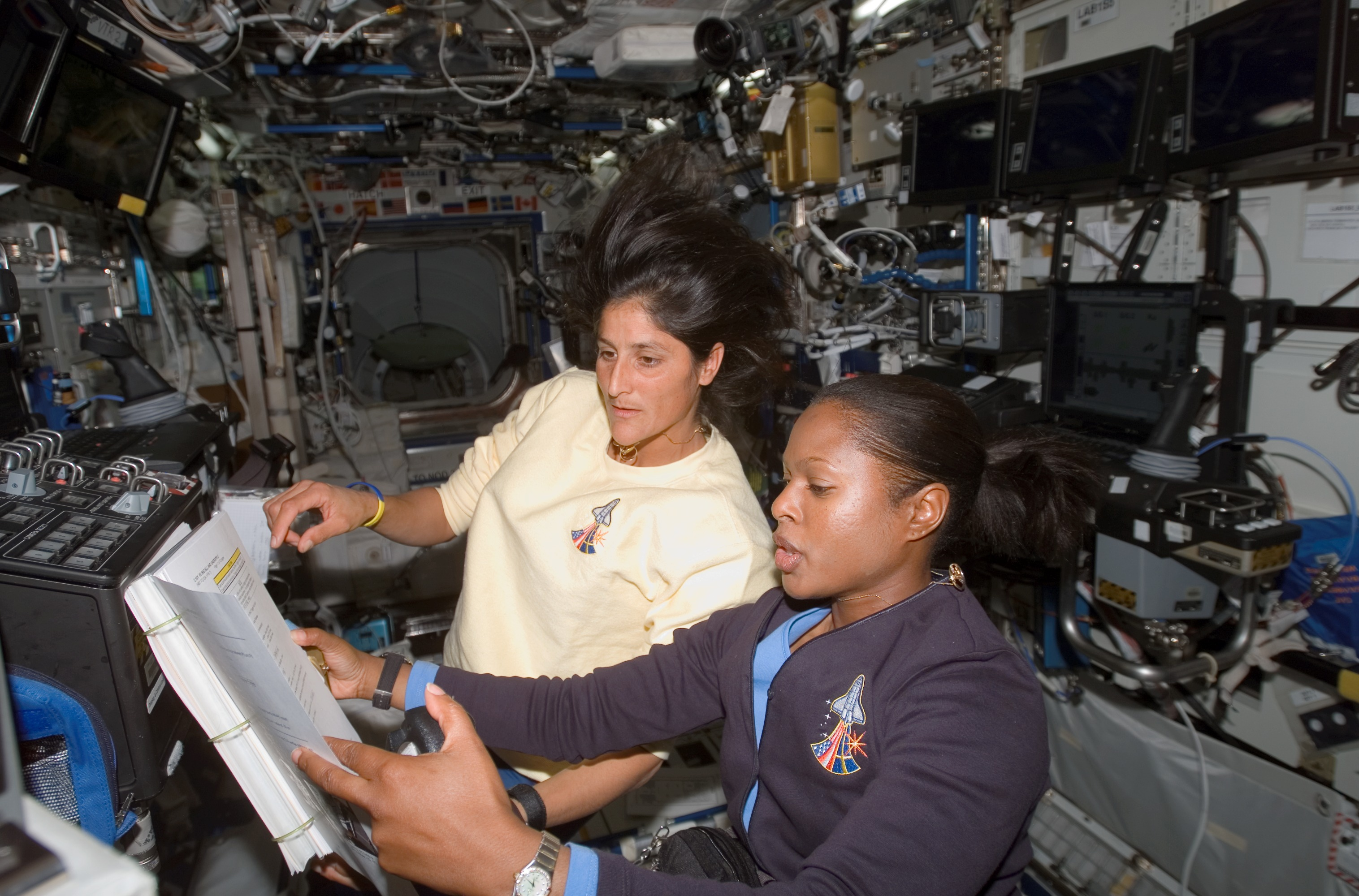
STS-116: Хіггінботем (праворуч) на борту МКС.

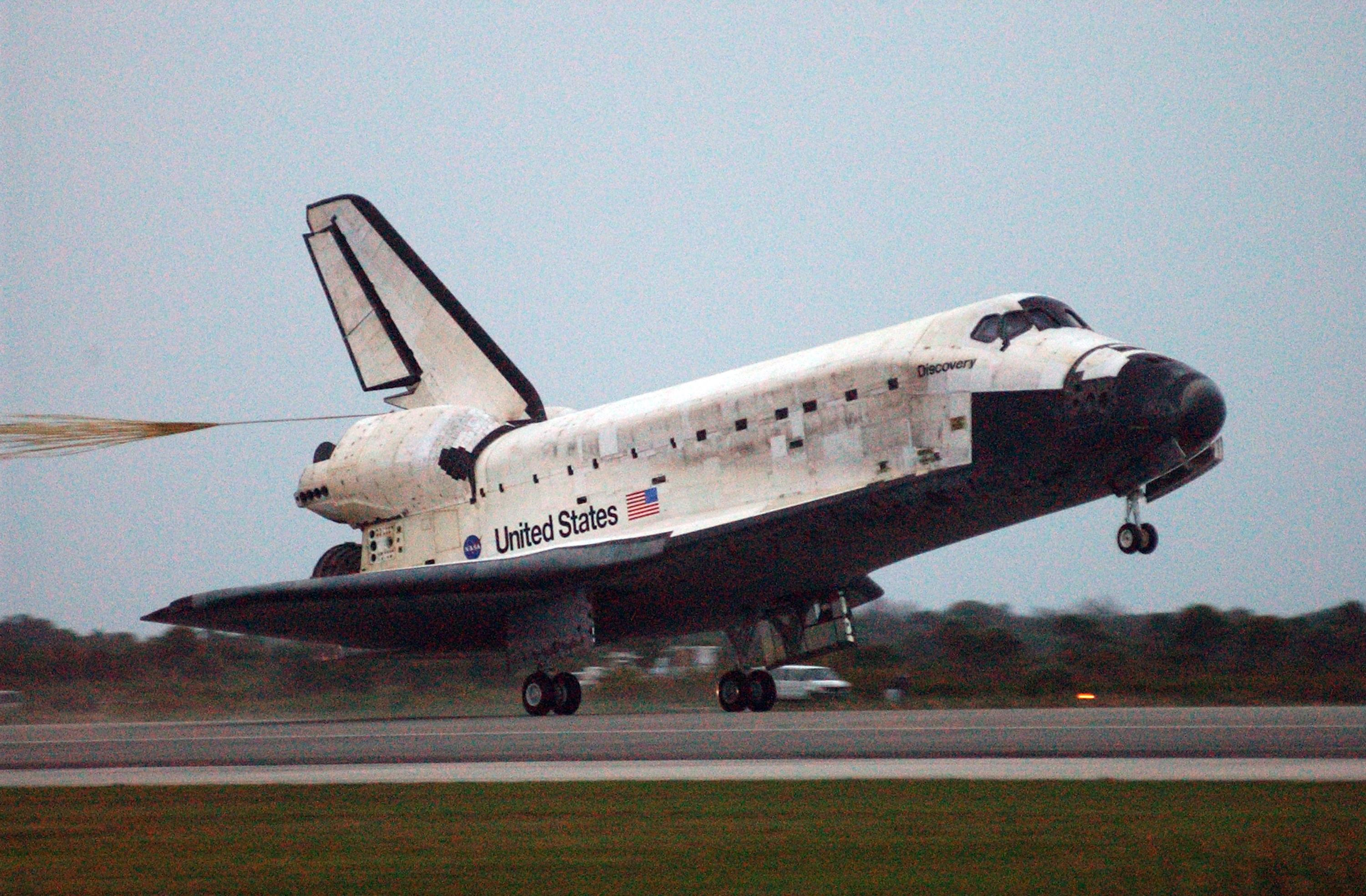
STS-116: приземлення.

Народилася 3 серпня 1964 року в місті Чикаго, штат Іллінойс, де в 1982 році закінчила середню школу. У 1987 році здобула ступінь бакалавра галузі електроніки в Університеті Південного Іллінойсу, у місті Карбондейл. У Флоридському Технологічному інституті в 1992 році здобула ступінь магістра наук в області систем управління і в 1996 році — магістра наук в області космічних систем.
Захоплюється бодібілдингом, велосипедним спортом та музикою.

## До НАСА
Почала кар'єру у 1987 році в Центрі космічних досліджень імені Кеннеді, штат Флорида, у відділі електричних і телекомунікаційних систем, як інженерка-електронниця корисного навантаження. Через 6 місяців вона стала керівницею експериментів для STS-102. Брала участь в розробці інтерактивних дисплеїв.

## Підготовка до космічних польотів
Брала участь у 15-му наборі НАСА. 1 травня 1996 року була зарахована в загін НАСА у складі 16-го набору, кандидаткою в астронавти. Пройшла навчання за курсом загальнокосмічної підготовки. По закінченні курсу у 1998 році отримала кваліфікацію «спеціаліст польоту» і призначення в Офіс астронавтів НАСА.

## Польоти в космос
- Перший політ — STS-116[3], шаттл «Діскавері». З 10 по 22 грудня 2006 року в якості «спеціаліста польоту». Мета польоту: доставка та монтаж сегмента фермової конструкції МКС P5, часткова заміна довготривалого екіпажу МКС, доставка вантажів на МКС в транспортному модулі «Спейсхеб». Три основних компоненти корисного навантаження шаттла становили: сегмент фермової конструкції Р5, одиночний модуль «Спейсхеб» і панель, на якій встановлено експериментальне обладнання. Сегмент Р5 був проміжною ланкою між панелями сонячних батарей, що забезпечувало переконфігурацію розподілу електроенергії і систем охолодження. Крім того шатл доставив на орбіту три піко-супутники, які були запущені після відстиковки шатла від МКС. Ці три супутники мали розмір з чашку кави. Успішна установка сегмента P5 була ключовим моментом для конфігурації системи електропостачання МКС. Система електропостачання складається з генераторів енергії, накопичення і зберігання енергії, управління і розподілу електроенергії. Під час польоту астронавти виконали чотири виходи у відкритий космос (Хіггінботем не виходила). 12 грудня 2006 року — тривалістю 6 годин 36 хвилин. Головним завданням виходу була установка сегмента фермової конструкції Р5. Монтаж сегмента Р5 здійснювався за допомогою робота-маніпулятора станції, яким керувала Джоан Хіггінботем. Астронавти також замінили камеру на сегменті S1, що вийшла з ладу, і виконали кілька невеликих завдань, в тому числі провели електричні з'єднання між сегментами Р4 і Р5 і перевірили надійність складання. 14 грудня — 5 годин 1 хвилину, астронавти займалися електромонтажними роботами: прокладали силові кабелі і підключали сонячні батареї до системи енергопостачання МКС. 16 грудня — 6 годин 31 хвилину, астронавти продовжували займатися електромонтажними роботами: прокладали силові кабелі і підключали сонячні батареї до системи енергопостачання МКС. На додаток, астронавти намагалися розхитати і згорнути сонячну батарею сегмента Р6, яка заклинила. Ці спроби вдалися лише частково. Вдалося скласти ще 4 секції батареї (загалом склалася 21 секція з 31). Повернути батарею повністю складений стан не вдалося. 18 грудня 2006 — 6 годин 28 хвилин, при попередніх виходах і спроби згортання крила 4B, воно заклинило. Було прийнято рішення про додатковий, четвертий вихід в космос, щоб усунути перешкоди до згортання сонячної батареї. 18 грудня завдання успішно виконали Роберт Курбим і Крістер Фуглесанг. Тривалість польоту склала 12 днів 20 годин 44 хвилини.[4]

Загальна тривалість польотів у космос — 12 днів 20 годин 45 хвилин.

## Після польоту
26 листопада 2007 року вийшла з загону астронавтів НАСА.

## Нагороди та премії
Нагороди: Медаль «За космічний політ» (2006) та багато інших.